# Lee Seung-hoon
Pour les articles homonymes, voir Lee Seung-hoon (boxe anglaise).
Dans ce nom coréen, le nom de famille, Lee, précède le nom personnel.
Lee Seung-hoon, né le 6 mars 1988 à Séoul, est un patineur de vitesse sud-coréen ainsi qu'un patineur de vitesse sur piste courte.

## Palmarès

### Jeux olympiques d'hiver
| Épreuve / Édition   | 500 mètres | 1 000 mètres | 1 500 mètres | 5 000 mètres                       | 10 000 mètres                  | Mass start                     | Poursuite par équipes              |
| JO 2010 Vancouver   | —          | —            | —            | Médaille d'argent, Jeux olympiques | Médaille d'or, Jeux olympiques | —                              | 5e                                 |
| JO 2014 Sotchi      | —          | —            | —            | 12e                                | 4e                             | —                              | Médaille d'argent, Jeux olympiques |
| JO 2018 Pyeongchang | —          | —            | —            | 5e                                 | 4e                             | Médaille d'or, Jeux olympiques | Médaille d'argent, Jeux olympiques |

Légende :
- : première place, médaille d'or
- : deuxième place, médaille d'argent
- : troisième place, médaille de bronze
- : pas d'épreuve
- — : Non disputée par le patineur
- DSQ : disqualifiée

### Championnats du monde
- Médaille d'argent sur 5 000 mètres aux Championnats du monde de patinage de vitesse 2011 à Inzell.
- Médaille d'argent de la poursuite par équipes aux Championnats du monde de patinage de vitesse 2013 à Sotchi.

### Championnats du monde sur piste courte
- Médaille d'or sur 3 000 mètres aux Championnats du monde de patinage de vitesse sur piste courte 2008 à Gangneung.
- Médaille d'or sur relais de 5 000 mètres aux Championnats du monde de patinage de vitesse sur piste courte 2008 à Gangneung.
- Médaille d'argent sur relais de 5 000 mètres aux Championnats du monde de patinage de vitesse sur piste courte 2005 à Beijing.
- Médaille de bronze sur 1 500 mètres aux Championnats du monde de patinage de vitesse sur piste courte 2005 à Beijing.